# Districtul Nalut
Nalut este un district în Libia. Are 2006 avea 93.224 locuitori.